# Lizuryd
Lizuryd – organiczny związek chemiczny, pochodna kwasu lizergowego. Zaliczany jest do alkaloidów sporyszu. Stosowany jest w przypadkach choroby Parkinsona, prewencyjnie przeciw migrenie oraz w leczeniu akromegalii.

## Działanie
Lizuryd jest częściowym agonistą receptorów dopaminy i serotoniny. Ma duże powinowactwo do receptorów dopaminowych D2, D3 i D4, jak również serotoninowych 5-HT1A i 5-HT2A. Choć lizuryd ma podobny sposób wiązania receptorów do bardziej znanego i chemicznie podobnego dietyloamidu kwasu lizergowego (LSD), nie wywołuje jednak psychodelicznych efektów w przeciwieństwie do jego siostrzanego związku. Może jednak powodować zaburzenia układu pozapiramidowego.